# Liste de mongolistes
 (juillet 2017).
Si vous disposez d'ouvrages ou d'articles de référence ou si vous connaissez des sites web de qualité traitant du thème abordé ici, merci de compléter l'article en donnant les références utiles à sa vérifiabilité et en les liant à la section « Notes et références ».
Cette liste de mongolistes contient une liste de spécialistes des études mongoles (mongolistique), relative à l'histoire, les langues et d'autres aspects des cultures mongoles.
Quelques mongolistes majeurs (par ordre de naissance) :
- Jean de Plan Carpin (1245-1247), missionnaire franciscain en Mongolie ;
- Rashid al-Din (1247-1218), homme d’État persan d'origine juive de la période des khans Houlagides et un historien, auteur notamment du livre intitulé Jami al-tawarikh (Histoire universelle).
- Guillaume de Rubrouck (1253-1254), missionnaire franciscain en Mongolie ;
- Marco Polo (1254-1324), qui voyageât en Chine, sous la dynastie Yuan, alors dirigé par le Mongol gengiskhanide, Kubilai Khan ;
- Jean de Montecorvino (1294-1328), missionnaire franciscain italien, fondateur de la mission catholique de Chine, mort à Khanbalik ;
- Jean-Baptiste Du Halde (1674-1743), missionnaire jésuite français, auteur de « Description de l'empire de la Chine et de la Tartarie chinoise » ;
- Alexandre Popov (1808-1865), professeur russe à la faculté orientale de Kazan et à la faculté orientale de l'université de Saint-Pétersbourg ;
- Évariste Huc (1813-1860), missionnaire lazariste français, ayant parcouru Chine, Tibet et Tartarie au XIXe siècle ;
- Gustaf John Ramstedt (1873-1950), diplomate et linguiste finlandais, spécialiste des langues altaïques, il déchiffre la stèle d'un khagan ouïghour en Mongolie.
- Paul Pelliot (1878-1945), sinologue français qui étudia différents éléments importants des cultures chinoises et mongoles ;
- Boris Vladimirtsov (en russe : Бори́с Я́ковлевич Влади́мирцов, 1884-1931), co-créateur de la translittération VPMC du mongol en caractères latins, il est également l'auteur d'un livre important sur la vie de Gengis Khan et des Mongols au XIIe siècle ;
- Nicolas Poppe, (1897-1991), mongoliste russe, puis soviétique spécialisé dans les langues mongoles et altaïques ;
- Han Rulin (韩儒林, 1903-7 avril 1983), historien, mongoliste et sinologue chinois ;
- Louis Hambis (18 décembre 1906-10 octobre 1978), orientaliste français spécialiste de l'Asie centrale et de la Haute Asie ;
- Byambyn Rinchen (1905-1977), linguiste mongol qui participe à la rénovation de la langue mongole ;
- Francis Woodman Cleaves (1911-1995), sinologue américain, traducteur de l'Histoire secrète des Mongols en anglais et co-créateur de la translittération VPMC ;
- Walther Heissig (1913-2005), mongoliste et spécialiste de l'Asie centrale autrichien, auteur de nombreux ouvrages de référence sur les contes folkloriques, les proverbes et épopées mongols ;
- Denis Sinor (en) (1916-2011), mongoliste, turcologue et spécialiste des langues altaïques d'origine austro-hongroise ;
- Françoise Aubin (1932-2017), spécialiste de la sociologie des religions, de l'Asie centrale et de la Haute Asie, directeur de recherche au CNRS et au CERI ;
- Du Yuting, né en 1934, historien et ethnologue chinois ;
- Thomas T. Allsen, (1940-2019), historien américain ;
- Jacques Legrand (né en 1946), mongoliste français qui fut notamment président de l'INALCO.
- Sanj Khoyt (Санж К. Хойт, parfois Sanzhi Khoyt), mongoliste kalmouk de Russie des XXe et XXIe siècles.